# 普雷达佐
普雷达佐（義大利語：Predazzo），是意大利特伦托自治省的一个市镇。总面积109平方公里，人口4508人，人口密度41.4人/平方公里（2009年）。ISTAT代码为022147。